# Вильянуэва, Карлос Альберто
Ка́рлос Альбе́рто Вильянуэ́ва Фуэ́нтес (исп. Carlos Alberto Villanueva Fuentes; 1 июля 1999 года, Сантьяго) — чилийский футболист, полузащитник клуба «Уачипато».

## Биография
Вильянуэва — воспитанник клуба «Коло-Коло». 8 декабря 2016 года в матче против «Палестино» он дебютировал в чилийской Примере. В поединке против «Сан-Луис Кильота» Карлос забил свой первый гол за «Коло-Коло».
В 2019 году Вильянуэва в составе молодёжной сборной Чили принял участие в домашнем молодёжном чемпионате Южной Америки.